# Autobahnkreuz Walldorf
Das Autobahnkreuz Walldorf (Abkürzung: AK Walldorf; Kurzform: Kreuz Walldorf bzw. Walldorfer Kreuz) ist ein Autobahnkreuz im südlichen Rhein-Neckar-Gebiet in Baden-Württemberg.
Am Autobahnkreuz Walldorf treffen sich die vom hessischen Hattenbacher Dreieck bis ins schweizerische Basel führende Bundesautobahn 5 und die in ost-westlicher Richtung verlaufende Bundesautobahn 6. Die am stärksten belasteten Verbindungsbahnen im Kreuz sind die Verbindungen von der A 6 Fahrtrichtung Saarbrücken auf die A 5 von/nach Basel und umgekehrt.

## Geographie
Das Kreuz befindet sich sowohl auf dem Gebiet von Walldorf als auch auf dem Gebiet von St. Leon-Rot. Es befindet sich etwa 15 km südlich von Heidelberg, etwa 25 km südöstlich von Mannheim und etwa 35 km nordöstlich von Karlsruhe. In unmittelbarer Nähe verlaufen die Bundesstraßen 3, 36 und 39.
Es ist ein wichtiger Verkehrsknotenpunkt, da sich hier die A 5 (Skandinavien – Schweiz/Südfrankreich) und die A 6 (Nordfrankreich – Tschechien) kreuzen.
Das Autobahnkreuz Walldorf trägt auf der A 5 die Nummer 40, auf der A 6 die Nummer 31.

## Ausbauzustand

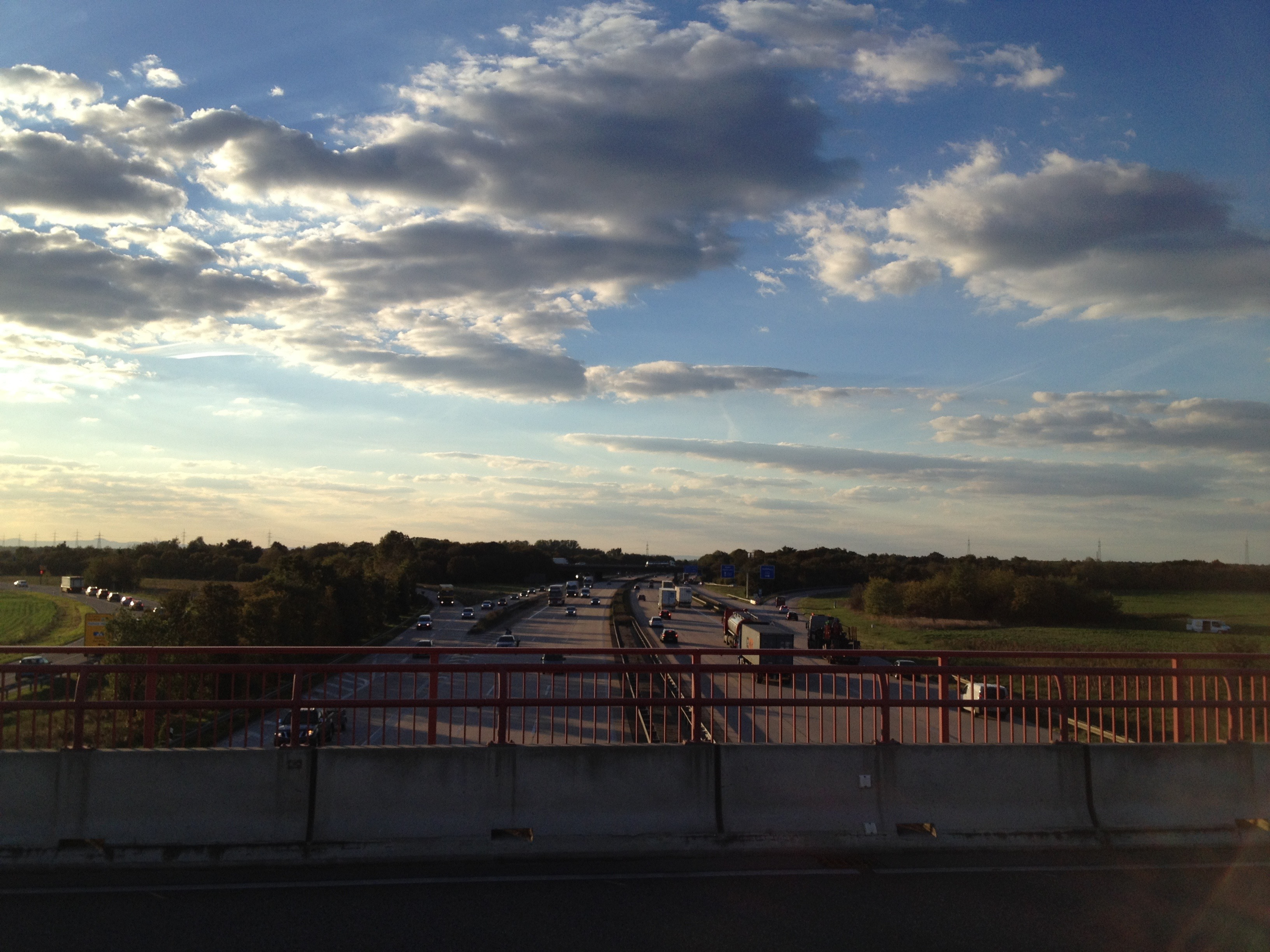
Autobahnkreuz Walldorf, Blick von einer Landesstraßenbrücke

Die A 5 ist im Bereich des Kreuzes und nach Norden auf vier Fahrstreifen, in Richtung Süden auf sechs Fahrstreifen befahrbar. Die A 6 ist sechsstreifig ausgebaut. Alle Überleitungen sind einstreifig.
Es ist in Kleeblattform angelegt.
Im Bundesverkehrswegeplan 2030 ist ein Ausbau des Kreuzes im Vordringlichen Bedarf vorgesehen, wobei die A 5 durchgängig auf 6 Fahrstreifen erweitert werden soll. Zusätzlich soll das Autobahnkreuz Walldorf mit zwei neuen Halbdirektrampen ausgebaut werden. Eine davon wird von Kronau in Richtung Mannheim verlaufen. Dazu wird im Osten des Kreuzes eine weitere Brücke über die A 6 gebaut, die der von Süden kommende Verkehr nutzen soll. Die andere wird für die Richtung Heidelberg nach Heilbronn gebaut.

## Verkehrsaufkommen
Es ist einer der meistbefahrenen Straßenknotenpunkte Baden-Württembergs mit etwa 185.000 Fahrzeugen pro Tag.
| Von                        | Nach                        | Durchschnittliche tägliche Verkehrsstärke | Anteil Schwerlastverkehr |
| -------------------------- | --------------------------- | ----------------------------------------- | ------------------------ |
| AS Walldorf/Wiesloch (A 5) | AK Walldorf                 | 73.500                                    | 11,7 %                   |
| AK Walldorf                | AS Kronau (A 5)             | 109.300                                   | 15,4 %                   |
| AD Hockenheim (A 6)        | AK Walldorf                 | 96.100                                    | 16,4 %                   |
| AK Walldorf                | AS Wiesloch/Rauenberg (A 6) | 91.700                                    | 18,7 %                   |